# Ewelina Mokrzecka
Ewelina Mokrzecka (ur. 1984 w Wilnie) – litewska urzędniczka narodowości polskiej, w przeszłości dziennikarka i publicystka, działaczka społeczności polskiej na Litwie, w 2018 roku prezeska Polskiego Klubu Dyskusyjnego.

## Życiorys
Ewelina Mokrzecka urodziła się w 1984 roku na Wileńszczyźnie. Jest absolwentką studiów prawniczych na Wydziale Prawa i Administracji Uniwersytetu Warszawskiego oraz Polskiej Szkoły Reportażu. W Warszawie pracowała w Stowarzyszeniu Interwencji Prawnej, Fundacji „Ocalenie”, Niebieskiej Linii oraz Fundacji Synapsis. 
Przez kilka lat prowadziła satyrycznego bloga ,,Pulaki z Wilni”. Do Wilna wróciła, gdy otrzymała ofertę uruchomienia portalu informacyjnego Radia Znad Wilii (zw.lt), w owym czasie największego polskiego portalu na Wileńszczyźnie. Z portalem zw.lt była związana do 2019, odeszła z niego wraz z mężem Antonim Radczenką. W latach 2020–2024 była naczelną redakcji mniejszości narodowych w LRT, a także publicystką Gazety Wyborczej oraz Polityki. Od kwietnia 2024 była doradczynią mera rejonu wileńskiego Roberta Duchniewicza. W tym samym roku dołączyła do Litewskiej Partii Socjaldemokratycznej. W styczniu 2025 objęła stanowisko doradczyni ministra kultury Litwy.
W 2014 roku zaangażowała się w działalność w Polskim Klubie Dyskusyjnym (PKD), w 2018 roku pełniła obowiązki jego prezeski, pierwszej kobiety na tym stanowisku. Od lat walczy o prawa człowieka, w tym prawa kobiet i społeczności LGBT. W 2021 roku została laureatką Nagrody  im. Macieja Płażyńskiego za cykl publikacji na temat litewskich Polaków oraz stosunków polsko-litewskich w mediach obu krajów, m.in. program w litewskiej telewizji LRT Jak się masz sąsiedzie? i podcast Polski meet.
Jest zamężna z dziennikarzem i byłym prezesem PKD Antonim Radczenką, z którym wychowuje syna.

## Odznaczenia
- Medal Orderu „Za Zasługi dla Litwy” (2024)[10]